# Wallgau
Wallgau è un comune tedesco di 1 426 abitanti, situato nel land della Baviera.
In questo paese vive e si allena la pluricampionessa olimpica e mondiale di biathlon Magdalena Neuner.